# Cmentarz wojenny nr 23 – Jasło
Cmentarz wojenny nr 23 – Jasło – cmentarz z I wojny światowej zaprojektowany przez Johanna Jägera, znajdujący się w Jaśle, w województwie podkarpackim. Jeden z ponad 400 zachodniogalicyjskich cmentarzy wojennych zbudowanych przez Oddział Grobów Wojennych C. i K. Komendantury Wojskowej w Krakowie.
Cmentarz został założony na nowym cmentarzu parafialnym w Jaśle przy ul. Zielonej. Cmentarz został częściowo zlikwidowany przez Niemców w czasie okupacji, a później zajęty przez pochówki cywilne. Z całego cmentarza pozostał tylko pomnik (w kształcie krzyża) z pamiątkową tablicą w języku polskim i niemieckim oraz charakterystyczny drewniany krzyż z metalową koroną cierniową.
Oryginalnie znajdowało się na nim 21 grobów pojedynczych oraz 84 zbiorowe. Pochowano w nich 1600 żołnierzy poległych w pierwszych dniach maja 1915 roku oraz żołnierzy rosyjskich, którzy w dużej części zmarli w znajdującym się w okolicy szpitalu wojennym:
- 1586 Rosjan z 5 Kałuski Pułk Piechoty, 17 Archangielski Pułk Piechoty, 18 Wołogodzki Pułk Piechoty, 22 Niżegorodzki Pułk Piechoty, 25 Smoleński Pułk Piechoty, 34 Sjewski Pułk Piechoty, 35 Briański Pułk Piechoty, 57 Modliński Pułk Piechoty, 97 Liwoński Pułk Piechoty, 109 Wołżski Pułk Piechoty, 122 Tambowski Pułk Piechoty, 124 Woroneski Pułk Piechoty, 175 Baturyński Pułk Piechoty, 185 Baszkadyklarski Pułk Piechoty, 188 Karski Pułk Piechoty, 190 Oczakowski Pułk Piechoty, 192 Rymnicki Pułk Piechoty, 193 Swijażski Pułk Piechoty, 196 Iskarski Pułk Piechoty, 241 Siedlecki Pułk Piechoty, 243 Chełmski Pułk Piechoty, 244 Krasnostawski Pułk Piechoty, 287 Tarusski Pułk Piechoty,
- 11 Austriaków m.in. z 37 IR, 49 IR, 57 IR, 57 IR, 3 HIR, 7 HIR,
- 3 Niemców m.in. z 77 Pułk Piechoty (2 Hanowerski), 4 Pułk Grenadierów Gwardii im. Królowej Augusty.

Cmentarz jest obiektem Szlaku Frontu Wschodniego I Wojny Światowej na obszarze województwa podkarpackiego.